# Acantholimon gorganense
Acantholimon gorganense är en triftväxtart som beskrevs av Mobayen. Acantholimon gorganense ingår i släktet Acantholimon och familjen triftväxter. Inga underarter finns listade i Catalogue of Life.